# نيت بروكس
نيت بروكس (4 أغسطس 1933 بكليفلاند في الولايات المتحدة - 14 أبريل 2020) هو ملاكم أمريكي، صنّف ضمن فئة وزن الذبابة. شارك في الألعاب الأولمبية الصيفية 1952.

## وصلات خارجية
- نيت بروكس على موقع بوكس ريك (الإنجليزية) (registration required)
- نيت بروكس على موقع أوليمبيديا (الإنجليزية)